# 青柳宿

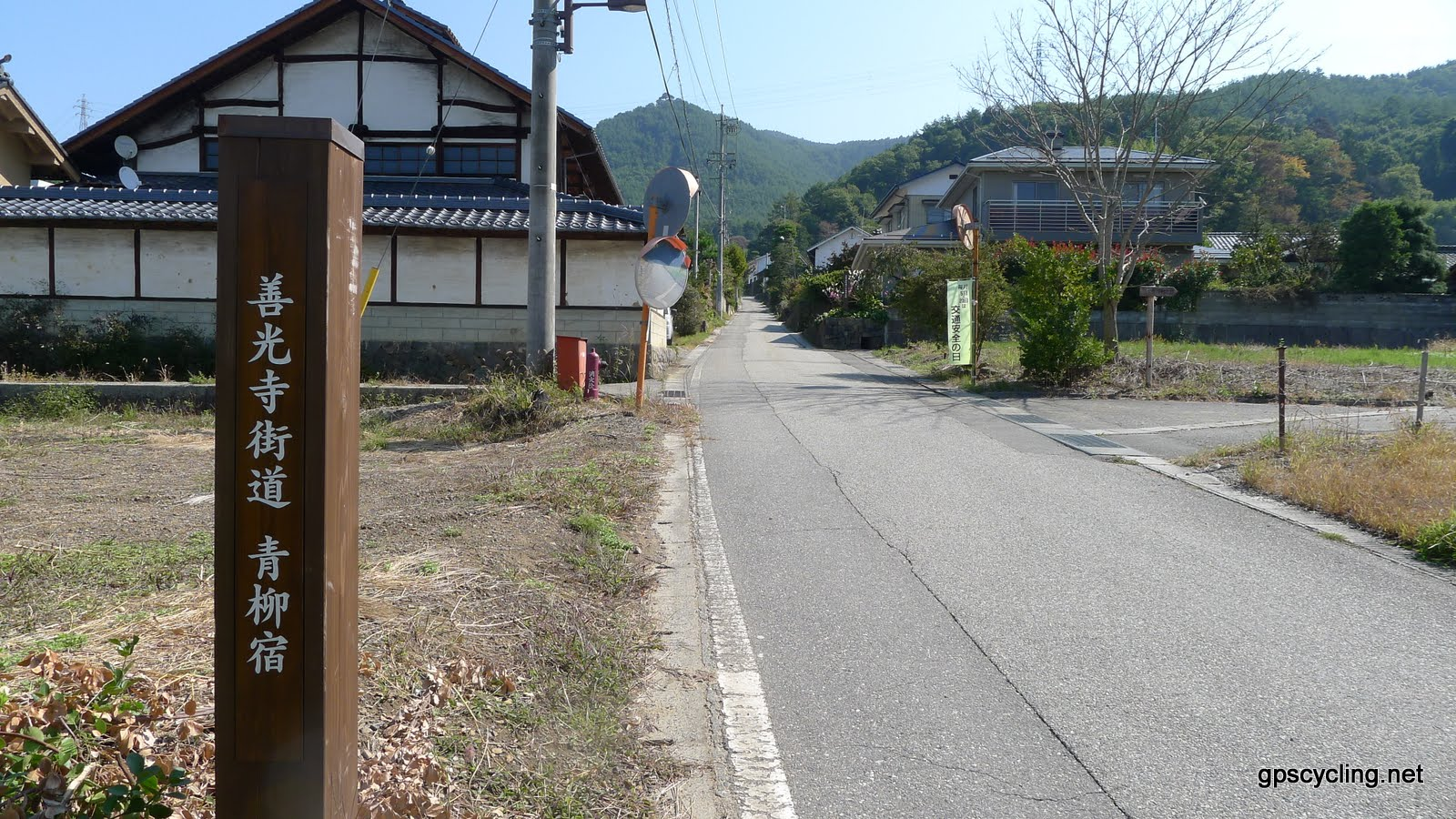
青柳宿

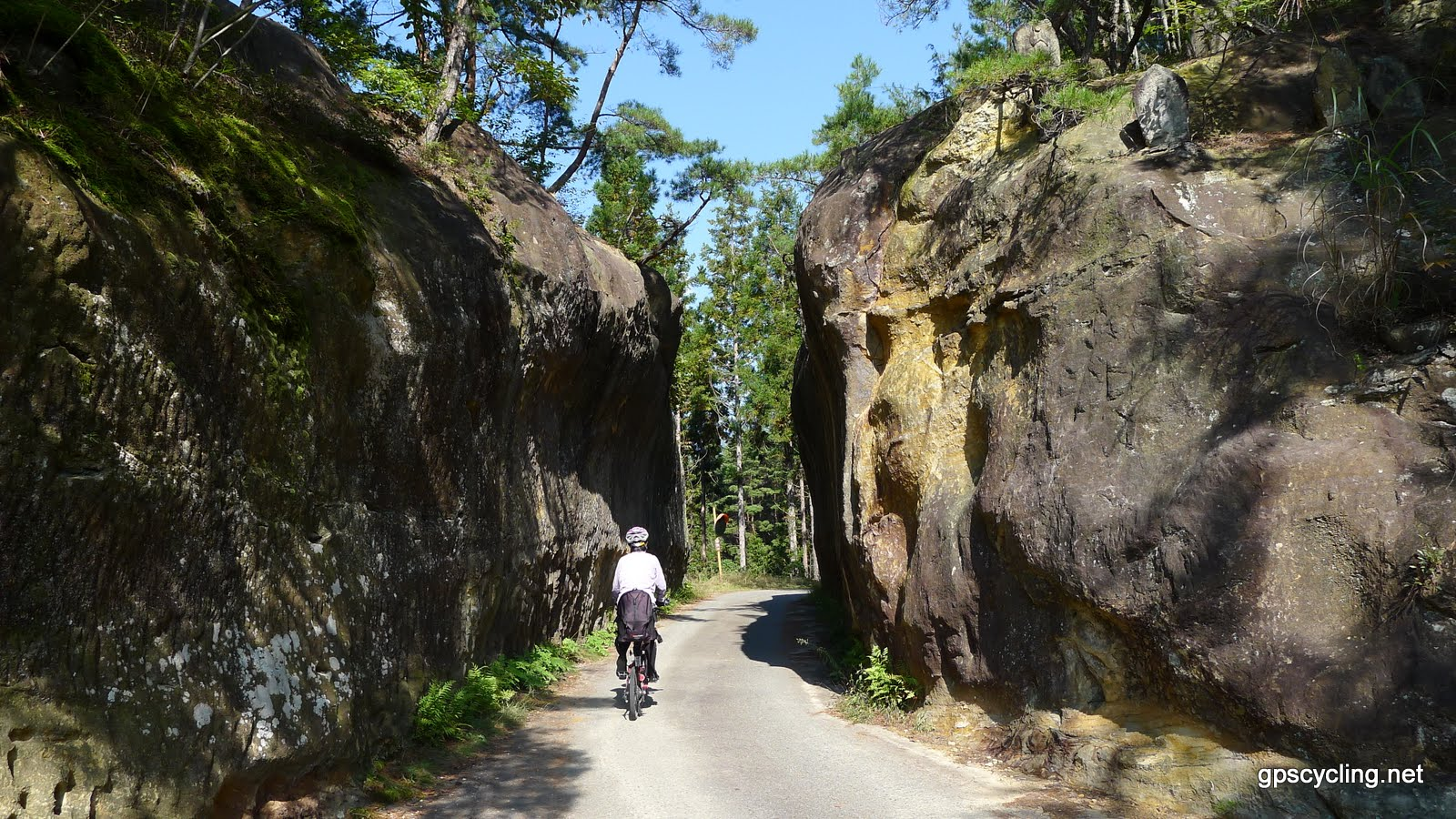
青柳の大切通し

青柳宿（あおやぎじゅく）は、北国西街道（善光寺街道、善光寺西街道）の宿場の一つ。現在の長野県東筑摩郡筑北村坂北（JR篠ノ井線坂北駅東側）に相当する。

## 概要
会田宿から虚空蔵山西側の立峠、風越峠を越えて3里ほどの位置にある。戦国時代には青柳氏の青柳城の城館を中心に栄え、慶長年間に北国西街道が整備された際に、宿場町として成立した。
宿場の長さは5町28間、西端で桜清水の橋を渡り、東西に下町と中町が続き、鍵の手で北方に折れて横町があり、青柳城や清長寺に通じる道が枝分かれし、宿場の北端からは再び鍵の手に折れて麻績宿につながる大小二つの切通しに通じていた。家数は宝暦4年（1754年）には55軒、元禄11年（1698年）には85軒を数えた。旅籠は弘化3年（1846年）には11軒であった。明治2年（1869年）には世直し一揆の会田・麻績騒動で商家などが打ち壊しにあっている。

## 最寄りの駅
- 篠ノ井線 坂北駅

## 隣の宿
北国西街道
会田宿  -（3里）-  青柳宿 -（1里10町）-  麻績宿